# Leptothorax pacis
Leptothorax pacis es una especie de hormiga del género Leptothorax, tribu Crematogastrini, familia Formicidae. Fue descrita científicamente por Kutter en 1945.
Se distribuye por Austria, Estonia, Francia, Alemania, Rusia, Eslovenia y Suiza.